# Мисан-Велья
Мисан-Велья (порт. Missão Velha)  —  муниципалитет в Бразилии, входит в штат Сеара. Составная часть мезорегиона Юг штата Сеара. Входит в экономико-статистический  микрорегион Карири. Население составляет 36 822 человек на 2022 год. Занимает площадь 613,317 км². Плотность населения — 60,04 чел./км².

## История
Город основан 8 ноября 1864 года. 

## Статистика
- Валовой внутренний продукт на 2003 составляет 59.766.450,00 реалов (данные: Бразильский институт географии и статистики).
- Валовой внутренний продукт на душу населения на 2003 составляет 1.761,46 реалов (данные: Бразильский институт географии и статистики).
- Индекс развития человеческого потенциала на 2000 составляет 0,631 (данные: Программа развития ООН).